# Jesús Olalde
Jesús Javier Olalde Ortiz (né le 5 mai 1974 à Mexico) est un footballeur mexicain.